# Cyematidae
Los ciemátidos (Cyematidae) son una familia de peces marinos incluida en el orden Saccopharyngiformes, distribuidos por zonas batipelágicas de los océanos Atlántico, Índico y Pacífico. Su nombre procede del griego kyematos, que significa embarazo.

## Morfología
Cuerpo anguiliforme pero relativamente corto y comprimido, con una longitud máxima descrita de unos 15 cm; no tienen poros en la línea lateral; ojos pequeños o vestigiales; presentan maxilares: arcos de las agallas muy pequeños; tienen aleta caudal con el extremo de la cola contundente roma.

## Géneros y especies
Existen sólo dos especies cada una de un género:
- Género Cyema (Günther, 1878)
  - Cyema atrum (Günther, 1878)
- Género Neocyema (Castle, 1978)
  - Neocyema erythrosoma (Castle, 1978)